# 蘭開斯特紅玫瑰

蘭開斯特紅玫瑰

蘭開斯特紅玫瑰（英語：Red Rose of Lancaster）是蘭開夏郡的郡花。蘭開斯特紅玫瑰具體是指哪種花無法斷定，但一般認為是法國薔薇。蘭開斯特紅玫瑰首次使用是在第一任蘭開斯特伯爵埃德蒙克羅奇貝克時期。現在蘭開斯特紅玫瑰是蘭開夏郡的象徵。

## 外部連結
- Lancashire villages homepage concerning the rose
- 55th (West Lancashire) Territorial （页面存档备份，存于）